# Rattus montanus
Rattus montanus är en gnagare i familjen råttdjur och släktet råttor som endast finns på Sri Lanka. Den beskrevs första gången 1932 av William Watt Addison Phillips.

## Beskrivning
Arten är en stor och kraftigt byggd råtta med lång, mjuk päls och en svans som är längre än kroppen. Huvudet är relativt litet och med svarta morrhår. Pälsfärgen är mörkt gråbrun på ovansidan, en färg som blir mera rödbrunaktig på sidorna och som gradvis övergår till ljusgrått på buken. Pälsen på de inre ytorna av frambenen och på baktassarna är nästan rent vit. Kroppslängden från nos till svansrot varierar mellan 16 och 18 cm, och svanslängden mellan drygt 19 och 22 cm.

## Utbredning
Rattus montanus är endemisk för Sri Lanka, där den finns på fyra fragmenterade lokaler i Centralprovinsen och Uva.

## Ekologi
Rattus montanus är en marklevande art som förekommer i städsegrön tropisk bergsskog och på våtängar på höjder mellan 1 300 och 2 300 m. Då arten är starkt fragmenterad, och då den är utsatt för habitatförlust på grund av uppodling, skogsavverkning och skogsbränder är arten rödlistad av Internationella naturvårdsunionen (IUCN) som starkt hotad ("EN"). Före 2008 var den klassificerad som akut hotad ("CR").

## Systematik
Artens taxonomiska ställning är något omstridd. Vissa forskare ser den närmast som en underart av svartråtta, medan andra tvärtom anser att den är så pass speciell, bland annat rörande tandbeväpningen, att den borde bilda ett eget släkte.